# Régis Facia
Pour les articles homonymes, voir Facia.
Régis Facia, né le 4 juillet 1965, est une personnalité dans le monde des affaires Béninoise.

## Biographie

### Enfance, éducation et débuts
Faisant partie d'une famille de quatre enfants, Régis, Steve Facia, et l'aînée Carole. Naît le 4 juillet 1965, Facia a fréquenté le Lycée Jacques Decour à Paris de 1988 à 1989. Après douze années à l'étranger, au terme de ses études à l'École supérieure de commerce de Grenoble (France) et de l'obtention d'un master en marketing au Royaume-Uni.

### Parcours entrepreneurial
Régis Facia retourne à Cotonou en 1994 pour prendre la tête de la direction commerciale d'une société informatique américaine,. À 30 ans, avec un investissement initial de seulement 3 500 euros, il établit en 1995 au Bénin Top Chrono, une entreprise spécialisée dans la distribution de courrier. Actuellement présente au Bénin, au Togo, en Côte d'Ivoire et au Niger, l'entreprise a développé des partenariats stratégiques avec Saga Express (une filiale du groupe Bolloré), Sodexi (une filiale d'Air France) et Fedex. Depuis 2006, Régis Facia assume également la fonction de vice-président du Conseil national du patronat du Bénin,[réf. à confirmer].